# Chery Jaguar Land Rover
Chery Jaguar Land Rover est une coentreprise créée en novembre 2012 par Jaguar Land Rover et le constructeur chinois Chery qui ont pour objectif de proposer des voitures de luxe pour le marché chinois. Ses principaux actionnaires sont les marques Chery et Jaguar Land Rover. Leur siège social se situe à Changshu dans la province de Jiangsu en Chine.

## Historique
En mars 2012, Chery et Jaguar Land Rover ont annoncé leur intention d'investir un montant initial de 2,78 milliards de dollars US dans une nouvelle coentreprise basée en Chine continentale pour la fabrication de véhicules et de moteurs Jaguar et Land Rover, ainsi que la création d'un centre de recherche et développement et la création d'une nouvelle marque automobile,.
La création de l'a coentreprise a reçu l'approbation officielle de la Commission nationale de développement et de réforme en novembre 2012,. La construction de la première usine d'assemblage de Chery Jaguar Land Rover a commencé à Changshu au cours du même mois, avec une date d'achèvement prévue en juillet 2014,.

## Modèles
- Jaguar XE-L
- Jaguar XF-L
- Jaguar E-Pace
- Land Rover Discovery Sport
- Land Rover Range Rover Evoque